# 第112步兵師 (德國國防軍)
德國國防軍陸軍第112步兵師（德語：112. Infanterie-Division）是納粹德國國防軍陸軍的一個步兵師。該師於1940年12月組建。
該師組建後，首次作戰為參與1941年6月的巴巴羅薩行動。此後該師一直在東線作戰。
該師最後於1943年11月解散，其殘部歸入其他部隊。

## 註腳
1. ↑  Mitcham（2007年）